# RD-191
RD-191 je moderní jednokomorový raketový motor na kapalná paliva ruské konstrukce, využívající uzavřeného cyklu. Byl vyvinut ze čtyřkomorových motorů RD-170 a RD-171, používaných v nosných raketách Eněrgija a Zenit. Motor RD-191 je používán v nosné raketě Angara. Je vyvinut a vyráběn firmou NPO Energomaš.

## Technický popis
Motor RD-191 je zmenšenou a modernizovanou verzí RD-170. Oproti čtyřkomorovému RD-170 má RD-191 jen jednu spalovací komoru a turbočerpadlo o nižším výkonu. Motor má také zlepšenu schopnost řízení výkonu. RD-191 byl vyvinut pro použití v prvním stupni URM-1 (univerzálního raketového modulu) nosné rakety Angara.
Tento motor spaluje kapalný kyslík a RP-1 (petrolej). Pro pohon turbočerpadel je využit vysokotlaký uzavřený cyklus bohatý na kyslík, který poskytuje vyšší tah a specifický impuls. Směs spalovaná ve spalovací komoře hnací turbíny turbočerpadel je velmi bohatá na kyslík (celý objem kapalného kyslíku prochází touto komorou), což zvyšuje výkon v poměru hmotnosti hnací jednotky a dává dostatečný tlak pro vstřikování paliva do hlavních spalovacích komor. Palivový systém využívá jednohřídelové uspořádání s jednou spalovací turbínou pohánějící čerpadla. Čerpadlo okysličovadla je jednostupňové, palivové čerpadlo je dvoustupňové. Systém naklánění motoru je řešen pomocí čtyř hydraulických ovládacích prvků. Tah může být regulován v rozsahu 27%-105% jmenovitého výkonu. Tryska a spalovací komora jsou chlazeny regenerativně.